# Lijst van burgemeesters van Oude Niedorp
Dit is een lijst van burgemeesters van de voormalige Nederlandse gemeente Oude Niedorp tot die gemeente in 1970 fuseerde met Nieuwe Niedorp en Winkel tot de nieuwe gemeente Niedorp.
| Ambtsperiode | Naam burgemeester                       | Partij of stroming | Bijzonderheden                                                                     |
| ------------ | --------------------------------------- | ------------------ | ---------------------------------------------------------------------------------- |
| 18?? - 18??  | Arien Wonder Hz.                        |                    |                                                                                    |
| 18?? - 1850? | Hark (H.) Wonder                        |                    |                                                                                    |
| 1850 - 1852  | J. de Jongh Kz.                         |                    |                                                                                    |
| 1852 - 1859  | E.Th. Scheltinga Winterberg (1796-1859) |                    | tevens burgemeester van Nieuwe Niedorp (1843-1858) en lid Tweede Kamer (1849-1850) |
| 1859 - 1880  | A. Wonder                               |                    |                                                                                    |
| 1880 - 1898  | Pieter Wonder Az.                       |                    |                                                                                    |
| 1898 - 1917  | A. Wonder Pzn                           |                    |                                                                                    |
| 1917 - 1923  | Jan (J.) Nagelhout                      |                    |                                                                                    |
| 1924 - 1934  | B.J.F. Sutman Meijer                    |                    | later burgemeester van Heerhugowaard                                               |
| 1934 - 1938  | C.G.M. van Baar                         |                    | later burgemeester van Edam                                                        |
| 1938 - 1944  | S.H.J. Bosma                            |                    |                                                                                    |
| 1944 - 1945  | P. Pluister                             |                    | waarnemend, tevens burgemeester van Nieuwe Niedorp                                 |
| 1945 - 1950  | S.H.J. Bosma                            |                    | later burgemeester van Limmen                                                      |
| 1950 - 1956  | Ben (B.J.) Kalb                         |                    | later burgemeester van Nibbixwoud en Zwaag                                         |
| 1956 - 1965  | Gerard (G.C.H.) van Breenen             | KVP                | later burgemeester van Bergh                                                       |
| 1966 - 1970  | Adriaan (A.) Anker                      | PvdA               | tevens burgemeester van Nieuwe Niedorp en Winkel, later van Niedorp                |